# 甜甜
甜甜（2003年8月24日—）是一只雌性大熊猫。

## 生平
2003年出生在北京动物园，父母分别为妞妞和迎迎。2004年1月起离开母亲进行人工喂养，同年10月在北京动物园与卧龙中国大熊猫保护研究中心间的大熊猫活体交换项目中前往卧龙，与出生于卧龙的大熊猫瑛华交换25年。2009年8月，甜甜与大熊猫希梦交配后产下一对双胞胎，分别名为博斯（姐）和绅威（弟）。
2011年1月，中国野生动物保护协会与苏格兰皇家动物学会（Royal Zoological Society of Scotland）达成协议，甜甜与阳光一同被租借给爱丁堡动物园，租借期为10年。同年12月4日甜甜抵达英国并于12月16日在爱丁堡动物园正式亮相。在英国广播公司发布的2011年度女性榜中，甜甜当选12月最受关注“女性”。爱丁堡动物园實施了大熊猫繁殖计划，想讓甜甜懷孕，但每次皆以失敗告終。
2023年12月5日，甜甜回到中國。